# لا ورکین (یوتا)
لا ورکین (به انگلیسی: La Verkin) شهری در ایالت یوتا کشور ایالات متحده آمریکا است که جمعیت آن در سرشماری سال ۲۰۱۰ میلادی، ۴٬۰۶۰ نفر بوده‌است.